# Lignes de bus RATP spéciales
Les lignes de bus RATP spéciales constituent une série de lignes particulières que la Régie autonome des transports parisiens exploite soit pour effectuer des dessertes urbaines comme Castor, ligne de remplacement estival du RER C, soit pour effectuer des dessertes de banlieue à banlieue avec le Tvm et la ligne 393, lignes toutes deux gérées d'une manière proche d'un tramway à l'intérieur du département du Val-de-Marne, soit enfin pour assurer des dessertes aéroportuaires express (OrlyBus, RoissyBus) ou touristiques (Tootbus Paris).

## Lignes spéciales

### Lignes à haut niveau de service

#### 393

Logo du 393.

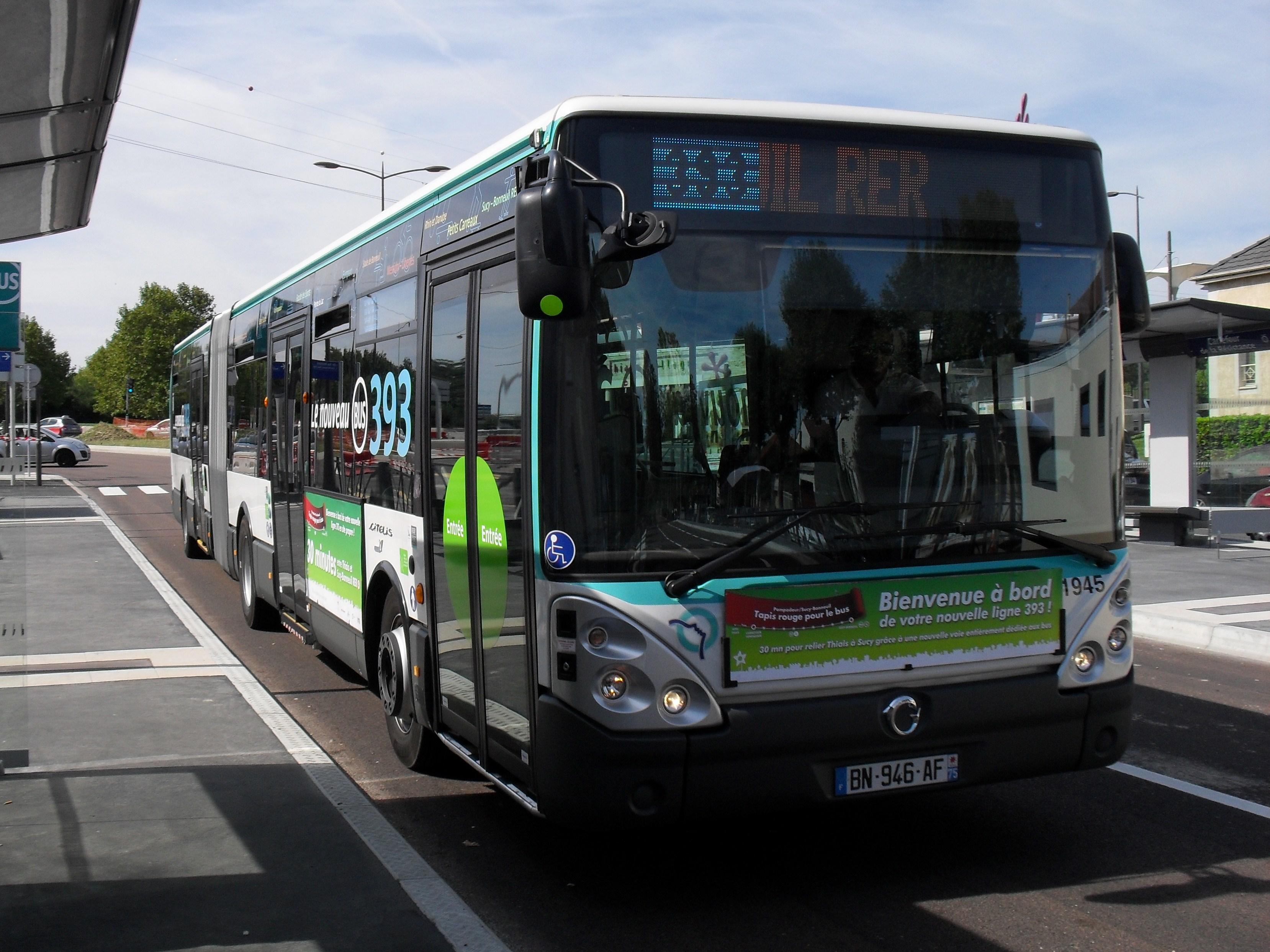
Un autobus Irisbus Citelis 18 du TCSP 393 au terminus Thiais - Carrefour de la Résistance.

Le 393 est une ligne de bus à haut niveau de service (BHNS) exploitée par la Régie autonome des transports parisiens (RATP) mise en service, le 10 septembre 2011. Elle relie « Thiais - Carrefour de la Résistance » à « Sucy-Bonneuil RER ». Elle remplace l'ancienne ligne RATP 393, qui reliait, depuis 1985, la station de métro Villejuif - Louis Aragon à la gare de Sucy - Bonneuil.
Cette ligne de bus, intégralement en site propre, est destinée à faciliter les déplacements de banlieue à banlieue à l'intérieur du département du Val-de-Marne, en Île-de-France. Pour ce faire, elle relie le carrefour de la Résistance à Thiais à la gare de Sucy - Bonneuil en desservant vingt stations réparties sur près de douze kilomètres. Elle bénéficie, à l'instar du Trans-Val-de-Marne (Tvm), d'un statut particulier puisque, bien que ce soit une ligne de bus, elle est administrativement incluse par la RATP dans le « mode T », celui regroupant les lignes de tramway. La ligne est remisée au centre bus de Créteil.

#### TVM

Logo du TVM.

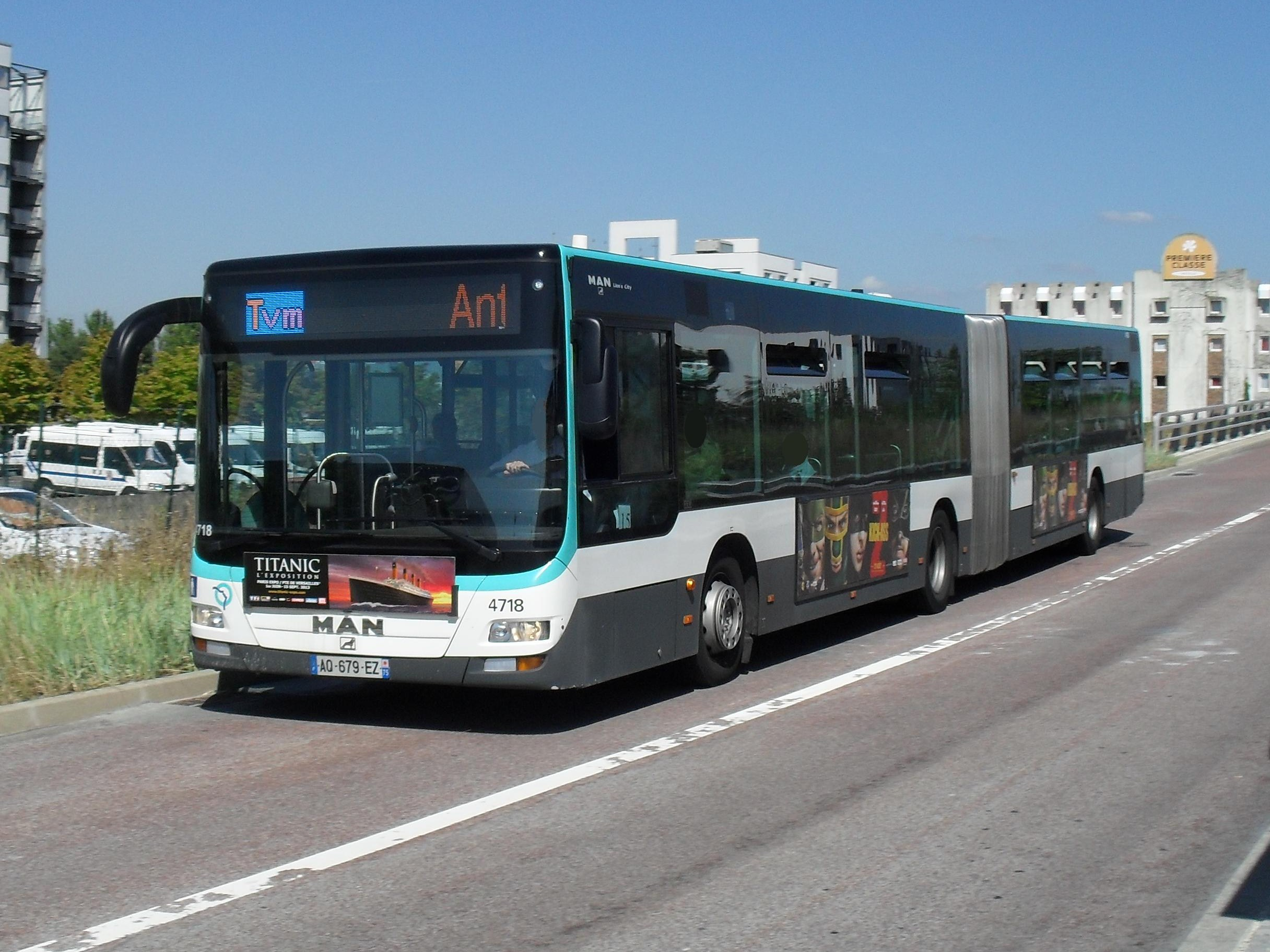
Un autobus MAN Lion's City G du TVM arrivant à la station Delta.

Le TVM (pour Trans-Val-de-Marne) est le nom commercial de la ligne routière 14 du réseau RATP. C'est une ligne de bus à haut niveau de service (BHNS) exploitée par la Régie autonome des transports parisiens (RATP) qui a été mise en service le 1er octobre 1993. Elle relie « Antony - La Croix de Berny RER » à « Saint-Maur-Créteil RER ». Elle remplace l'ancienne ligne RATP 392, qui reliait, depuis 1969, l'arrêt Rungis - M.I.N - Porte de Thiais à la gare de Saint-Maur - Créteil.
Cette ligne de bus, presque intégralement en site propre, est destinée à faciliter les déplacements de banlieue à banlieue à l'intérieur du département du Val-de-Marne, en Île-de-France. Pour ce faire, elle relie la gare de La Croix de Berny à la gare de Saint-Maur - Créteil et dessert trente-et-une stations sur près de vingt kilomètres. Elle bénéficie d'un statut spécial puisque bien que ce soit une ligne de bus, elle est déjà administrativement incluse par la RATP dans le « mode T », celui regroupant les lignes de tramway.

### Lignes de substitution

#### Service Caméléon
Pour chacune des lignes du tramway d'Île-de-France exploitées par la RATP (T1, T2, T3a, T3b, T5, T6, T7 et T8), un service de bus de remplacement nommé Caméléon peut être déployé en cas d'avaries provoquant un arrêt d'exploitation de 1 h ou plus sur une ligne, le tout dans un délai moyen de 45 minutes (préparation et déploiement des véhicules et des machinistes-receveurs) à la suite d'une panne ou d'un incident.
Il suit le même parcours que la ligne concernée par la fermeture, en s’arrêtant aux mêmes arrêts ou le cas échéant aux arrêts les plus proches de la station, et peut être segmenté en cas de fermeture partielle de la ligne.
Chaque ligne est identifiée par un logo en forme de caméléon reprenant la couleur de la ligne de tramway concerné sur un fond vert foncé. Elles sont identifiées par un numéro de ligne interne à trois chiffres commençant par 73.
| Ligne        | Code interne | Ligne de tramway substituée | Matériel roulant                                                                                 | Centre-bus                                                               |
| ------------ | ------------ | --------------------------- | ------------------------------------------------------------------------------------------------ | ------------------------------------------------------------------------ |
| Caméléon T1  | 731          | Ligne 1                     | Citelis 18 Urbanway 18 hybride Citaro G C2 Urbanway 18 GNV Citelis 12 GX 337 Hybride             | Les Pavillons Aubervilliers Flandre Pleyel Charlebourg                   |
| Caméléon T2  | 732          | Ligne 2                     | Citelis 12 Lion's City Hybride Urbanway 18 Hybride                                               | Point du Jour Nanterre Charlebourg Asnières Saint-Denis - Gonesse Pleyel |
| Caméléon T3a | 733          | Ligne 3a                    | Citelis Line GX 337 Hybride Bluebus SE Urbanway 12 Hybride                                       | Point du Jour Ivry Lagny                                                 |
| Caméléon T3b | 734          | Ligne 3b                    | Bluebus SE Lion's City Lion's City Hybride Lion's City G Urbanway 12 Hybride Urbanway 18 hybride | Lagny Belliard Aubervilliers                                             |
| Caméléon T5  | 735          | Ligne 5                     | Lion's City                                                                                      | Saint-Denis - Gonesse                                                    |
| Caméléon T6  | 736          | Ligne 6                     | Citaro C2 Citaro Facelift                                                                        | Fontenay                                                                 |
| Caméléon T7  | 737          | Ligne 7                     | Lion's City                                                                                      | Thiais                                                                   |
| Caméléon T8  | 738          | Ligne 8                     | Lion's City                                                                                      | Saint-Denis - Gonesse                                                    |

#### Castor

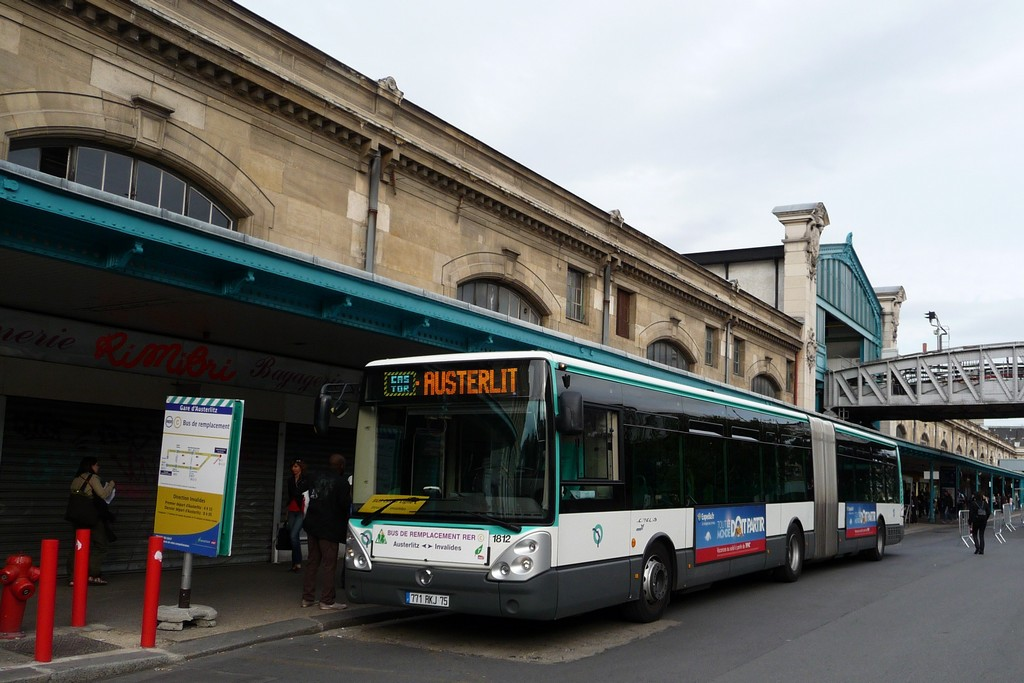
Un autobus Irisbus Citelis 18 sur le service « Castor ».

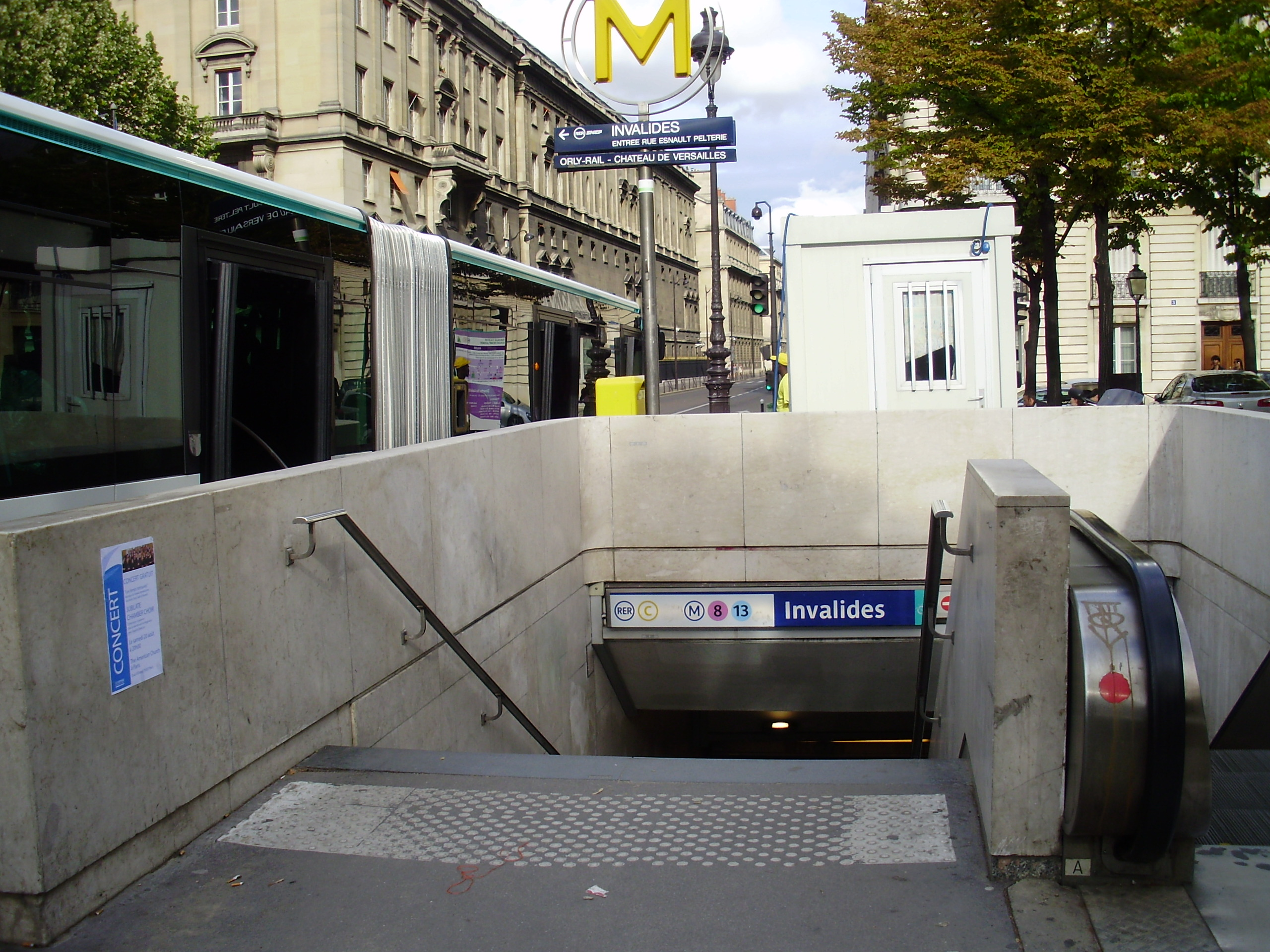
Entrée de la station de métro Invalides avec un bus de la ligne Castor en attente de départ vers la gare de Paris-Austerlitz.

Castor est le nom commercial de la ligne 652 du réseau RATP. C'est une ligne de bus qui relie « Invalides Métro RER » à « Gare d'Austerlitz Métro RER », durant les « Grands Travaux Castor », chaque été depuis juillet 1996 et jusqu'en 2017, imposant une interruption complète de trafic sur le tronçon du RER C : Invalides ↔ Austerlitz. Elle fonctionne tous les jours même en soirée durant la durée de ces travaux (un mois en 2011, du 18 juillet au 20 août) avec un bus toutes les cinq minutes aux heures de pointe et tous les quarts d'heure aux heures creuses.
La ligne dessert l'Hôtel des Invalides, le musée d'Orsay, l'Assemblée nationale, l'ancien Palais de Justice (près de Saint-Michel) et le Muséum national d'histoire naturelle à partir des arrêts suivants :
- Sens Invalides vers Austerlitz :  Solférino → Cluny → Gare d'Austerlitz ;
- Sens Austerlitz vers Invalides : Saint-Michel → Musée d'Orsay → Esplanade des Invalides.

Pendant l'été 2014 uniquement, c'est Keolis qui gère l'exploitation de la ligne pour le compte de la SNCF. Des bus issus des réseaux STA, CIF et STAR sont utilisés pour le service.

### Lignes aéroportuaires

#### OrlyBus

Logo de l'Orlybus.

##### Présentation

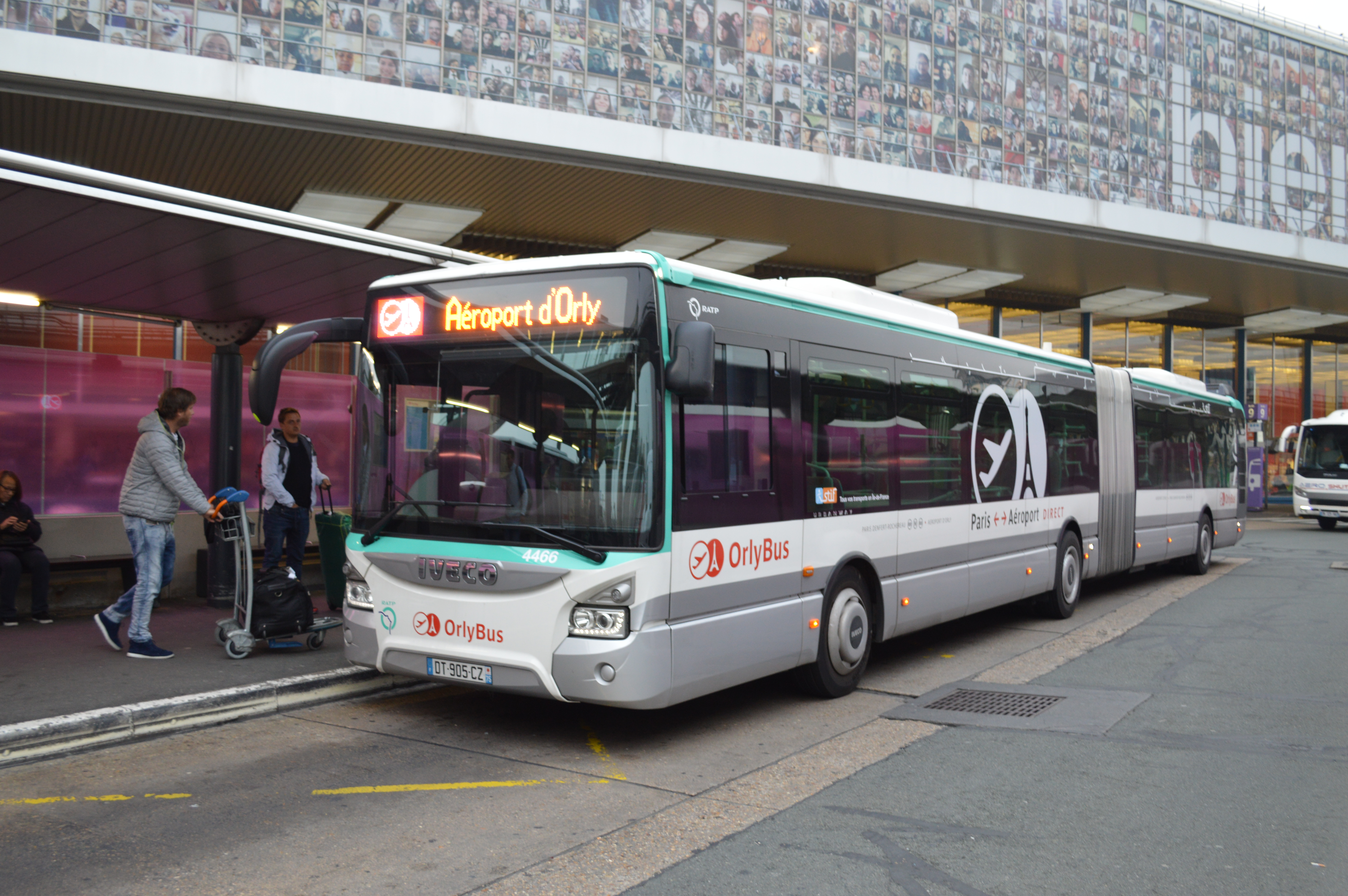
Un Iveco Urbanway 18 au terminus Orly-Sud, le 20 octobre 2015.

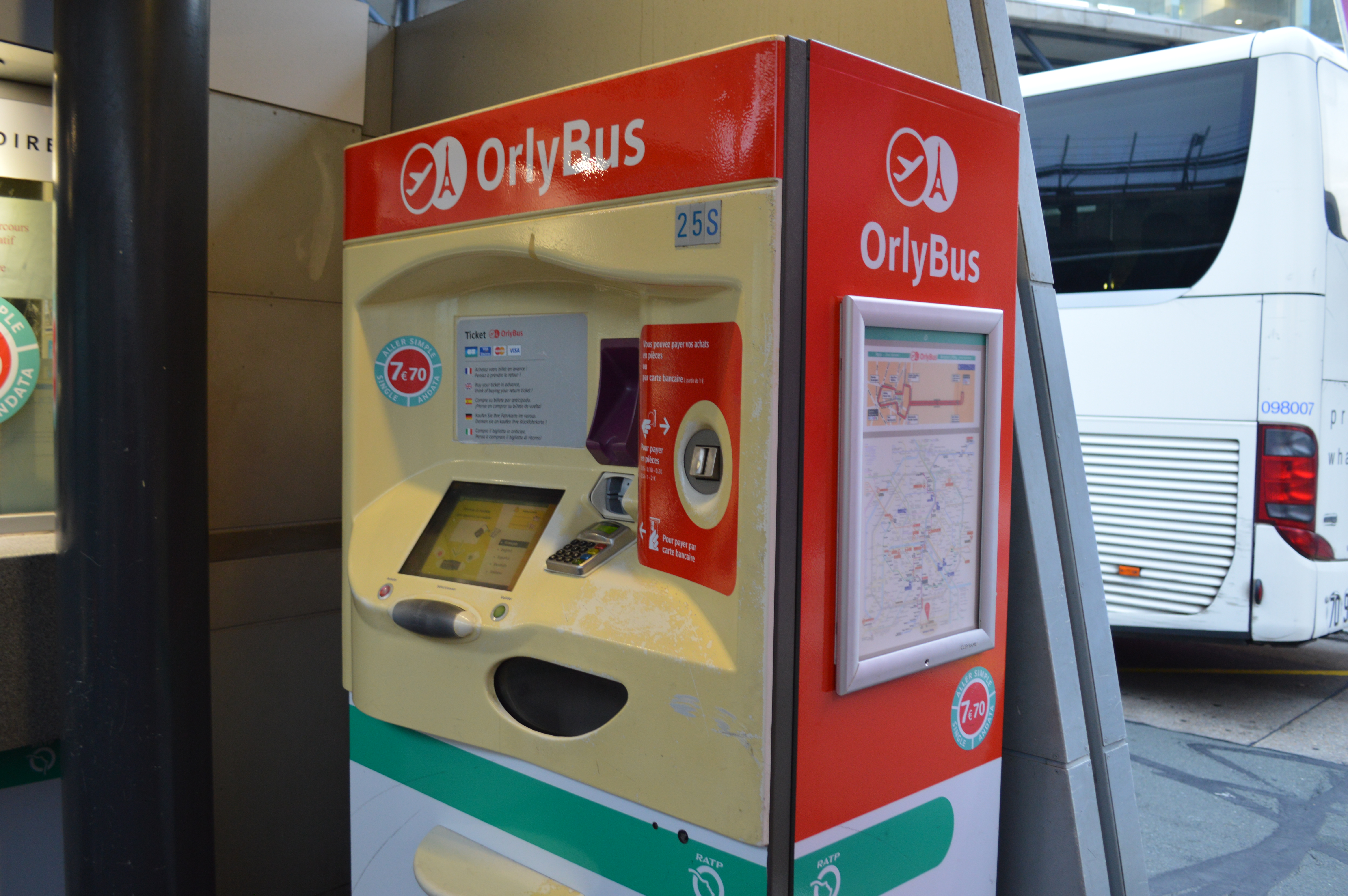
Un automate Orlybus au terminus Orly-Sud, le 20 octobre 2015.

OrlyBus est le nom commercial de la ligne 283 du réseau RATP. Cette ligne d'autobus express était destinée à rallier depuis Paris, l'aéroport d'Orly : longue de treize kilomètres, elle reliait « Denfert-Rochereau » (Paris) à « Orly 1-2-3 » (situé au sein de l'aéroport d'Orly), desservant au total cinq arrêts, répartis sur la commune de Paris et la plate-forme aéroportuaire d'Orly.

##### Histoire
La première desserte de l'aéroport d'Orly remonte le 10 juillet 1961 avec la création du service 285 Direct de la ligne 285 (Porte d'Italie - Orly), à la suite de la mise en service de l'autoroute du Sud. Ce service est remplacé le 1er octobre 1963 par la ligne 215 (Denfert-Rochereau - Orly) remisée à Montrouge et exploitée à l'aide de quatre Chausson APVU4 Excursion repris du 285 Direct, remplacés par cinq Berliet PCMR/B1 en 1969 ; les bandeaux étaient blancs avec lettres bleues. Le 7 mars 1971, la ligne dessert aussi l'aérogare Orly-Ouest, en plus de celui d'Orly-Sud. La ligne est équipée de six Saviem SC 10 UX en 1971, puis en 1974 la ligne reçoit des Saviem E110, panachés par la suite avec des Saviem SC 10U/B1 et à nouveau des SC 10UX. Le 4 avril 1982, le service des bus est prolongé de 21 h à 23 h.
Le 1er août 1983, la ligne prend le nom commercial Orlybus (215 devenant l'indice interne) et est exploitée avec un parc de onze autobus articulés Renault PR 180 MI (après une période de transition avec l'équipement de neuf PR 100 MIS) possédant une livrée spéciale, les bandeaux étant supprimés ; la ligne est transférée au Centre bus d'Ivry. Le 2 février 1987, la ligne devient réellement directe à la suite de la création de la ligne 216 qui reprend une partie de la desserte, et l'indice 215 devient de moins en moins utilisé. La ligne est équipée en 1993 de onze Renault PR 180.2 arborant une livrée spéciale, mais à base du vert jade RATP.
Le 1er janvier 1996, la ligne prend l'indice interne 283.
Le 18 juin 2003, les onze Renault PR 180 sont remplacés par autant de OmniCity 18m, rejoints en 2010 par des Agora L en renfort.
Le 2 mars 2015, le premier Iveco Bus Urbanway 18 est mis en ligne et l'identité visuelle de la ligne est harmonisée avec celle du RoissyBus. Les 13 Urbanway sont, en novembre 2015, tous en service, provoquant le retrait des Agora L et des OmniCity 18m.
Le 19 mars 2019, les terminaux Ouest et Sud sont officiellement renommés Orly 1-2 et Orly 4 respectivement, anticipant la mise en service du bâtiment de jonction des deux anciens terminaux au mois d'avril (futur Orly 3), qui vise à créer un terminal unique au sein de la zone aéroportuaire. Les jours qui suivent, les arrêts de la ligne, Orly-Ouest et Orly-Sud, sont renommés Orly 1-2-3 et Orly 4.
Début 2021, le terminus sud de la ligne est reporté à l'arrêt Orly 1-2-3, Orly 4 n'étant desservi qu'en direction de Paris.
En raison d’une baisse significative de sa fréquentation (-80 % de voyageurs) due au prolongement de la ligne 14 du métro jusqu’à l’aéroport d’Orly, la ligne OrlyBus a cessé de circuler le 3 mars 2025, mettant fin à plus de 60 ans de service.

##### Matériel roulant
Au 19 novembre 2015, la ligne était équipée de treize autobus Urbanway 18. Ceux-là offrent une capacité debout plus importante que leurs prédécesseurs Agora et OmniCity et développent une meilleure puissance autoroutière. Ceux-ci, en cas d'indisponibilité et/ou d'affluence, sont épaulés par des Irisbus Citelis 18 du dépôt, bus plus urbains (donc sans racks à bagages) mais développant une meilleure puissance autoroutière (381 ch contre 360 ch pour les Urbanway 18).

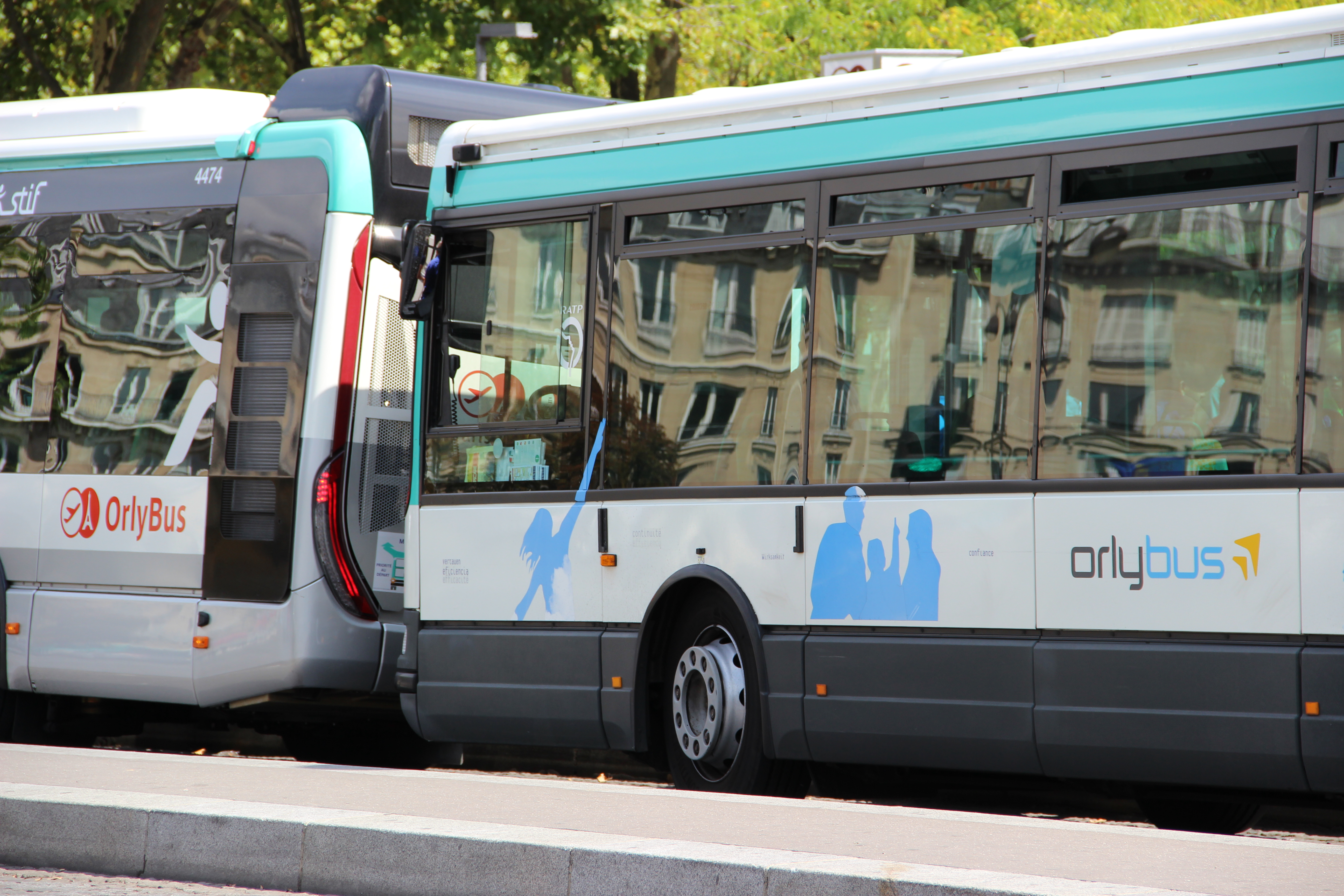
Ancien logo (à droite) et logo actuel (à gauche).
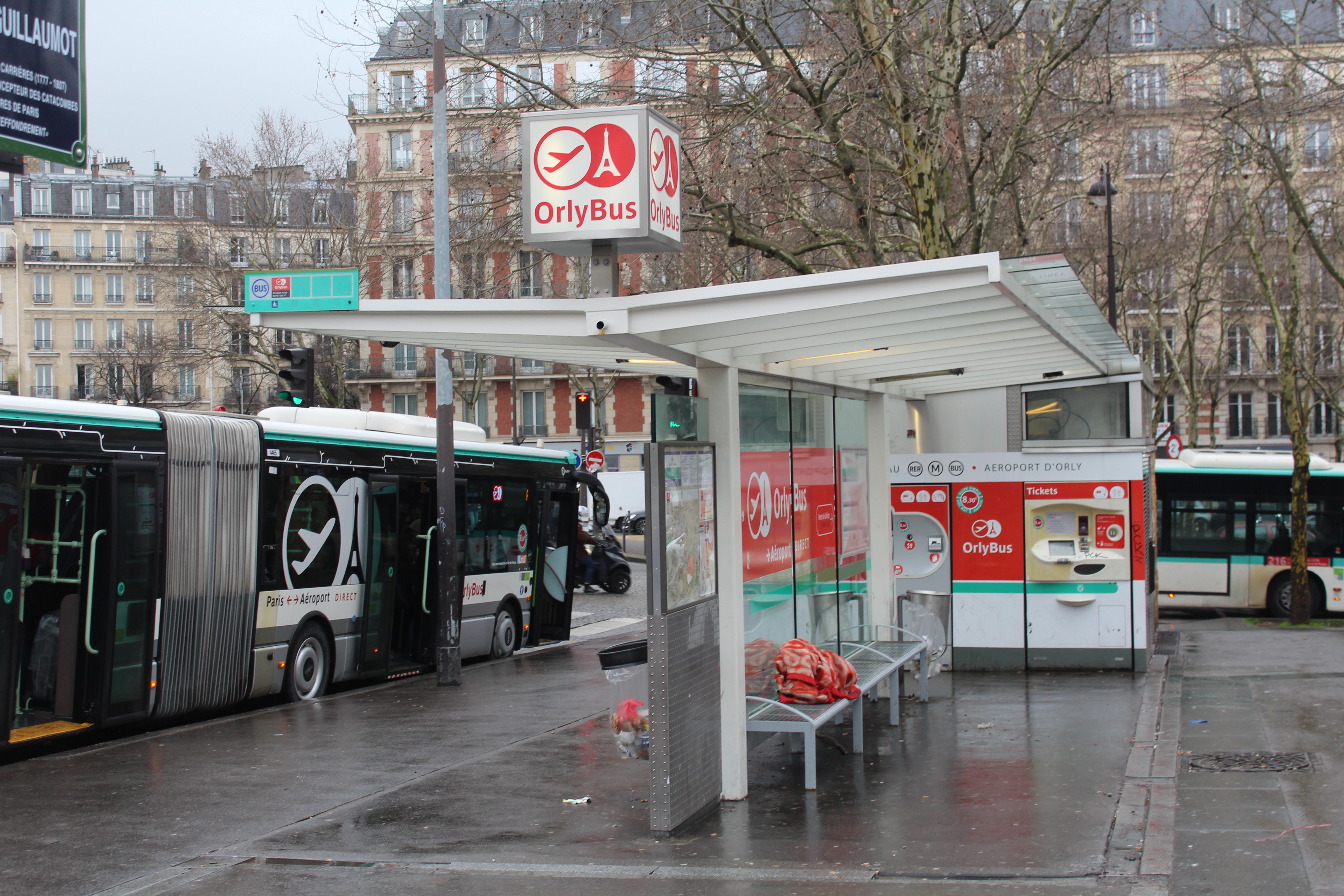
Terminus de la ligne à Denfert-Rochereau en février 2018.
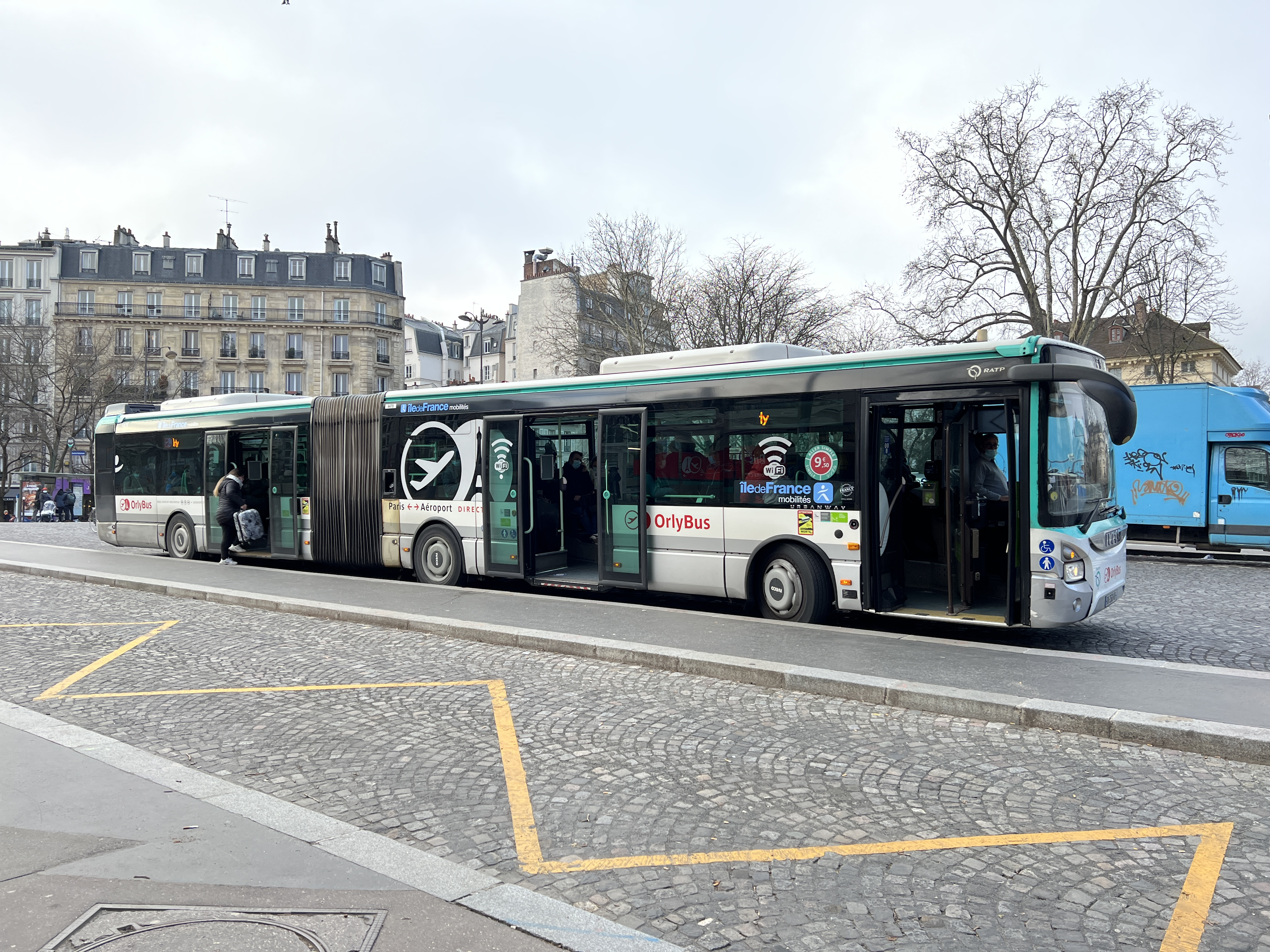
Un Iveco Bus Urbanway 18 au même terminus, en 2022.
Tracé exact de la ligne.

#### RoissyBus

Logo du RoissyBus.

##### Présentation

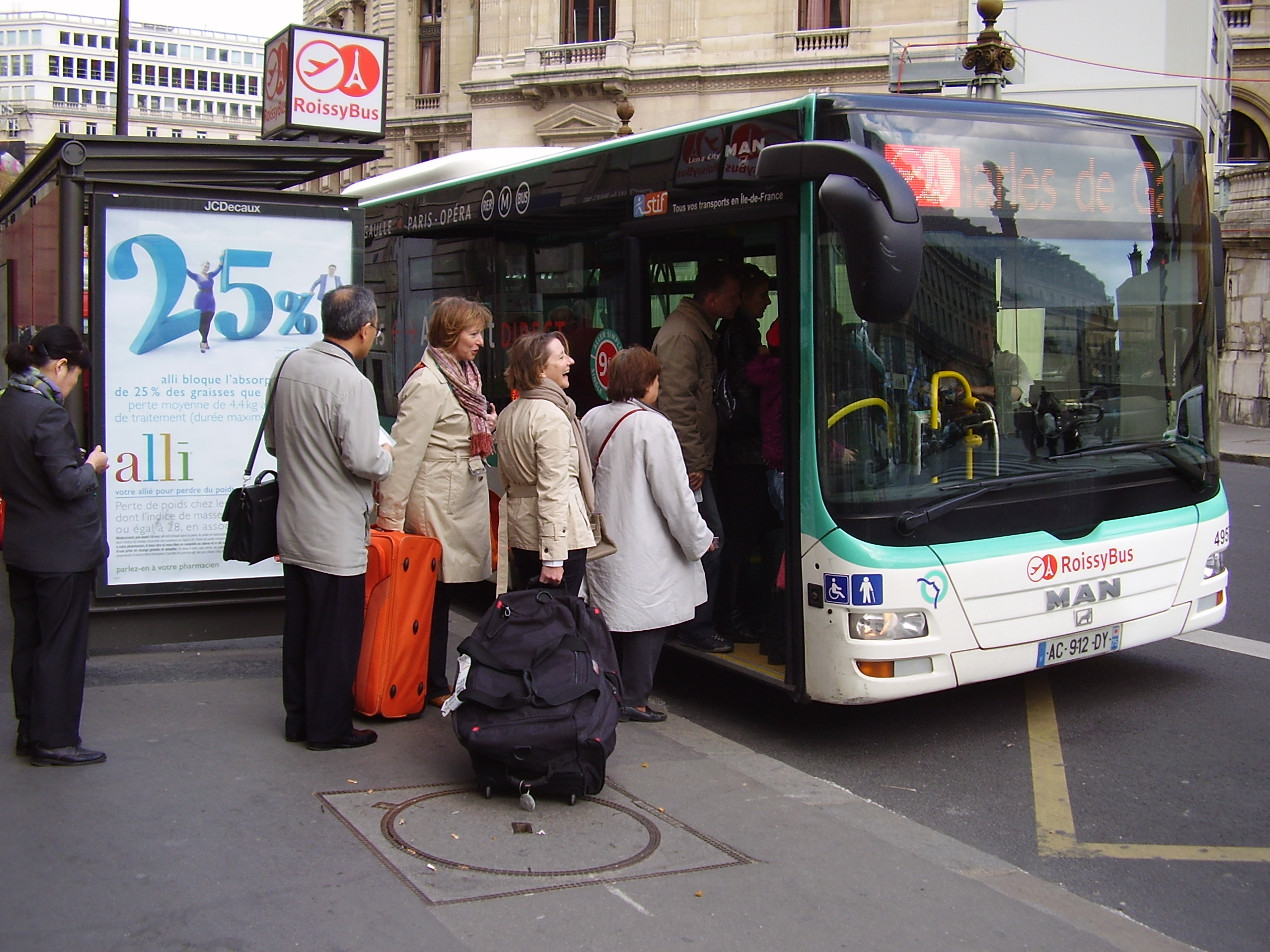
Un autobus MAN Lion's City GL au terminus Paris - Opéra, en avril 2010.

RoissyBus est le nom commercial de la ligne 352 du réseau RATP. Cette ligne d'autobus express est destinée à rallier depuis Paris, l'aéroport de Roissy-Charles-de-Gaulle. La ligne RoissyBus, longue d'une trentaine de kilomètres, relie « Paris - Opéra » à « Aéroport Charles-de-Gaulle - Terminal 3 - Roissypôle » situé au cœur de l'aéroport de Roissy, où elle dessert les terminaux 1, 2 et 3. Elle est destinée tout particulièrement aux touristes et aux voyageurs d'affaires. La ligne RoissyBus dessert treize arrêts situés à Paris et sur la plate-forme aéroportuaire de Roissy.

##### Histoire
Le 25 février 1974, la ligne 350 est la première ligne permettant, depuis la gare de l'Est, de se rendre à l'aéroport de Roissy à la suite de son prolongement.
Dès les années 1970, une desserte directe de l'aéroport de Roissy est envisagée et après un refus du STP en 1975 et une tentative de relance en 1984, la ligne Roissybus est créée le 1er décembre 1992 entre la place de l'Opéra à Paris et l'aéroport de Roissy sous l'indice interne 352, remisée au dépôt de Flandre. Elle est alors parcourue par des autobus standard de type PR100.2. En 1994, elle est mise en correspondance avec le RER B, puis, le 30 mars 1998, elle dessert du terminal F de l'aérogare no 2.
Le 1er avril 2000, les autobus standard sont remplacés par des autobus articulés de type Agora L Euro 2 ; la ligne est remisée au centre bus de Belliard.
Le 25 juin 2003, la ligne dessert le terminal E de l'aérogare. Une modification de l'itinéraire de la ligne dans l’aéroport de Roissy intervient le 3 juin 2009.
Un véritable terminus est créé en gare routière de Roissypôle, au niveau de la gare Aéroport Charles de Gaulle 1, près du terminal 3. Les autobus desservent désormais successivement les terminaux 2 et 1 avant de rejoindre l’autoroute A1. Cette nouvelle organisation, nécessitant moins de véhicules en circulation, a permis la création d'un aller-retour quotidien supplémentaire à moyens constants.
La mise en service des autobus MAN Lion's City GL a lieu en 2009, en remplacement des Agora L Euro 2 ; l'identité visuelle de la ligne change à ce moment-là.
Les Lion's City GL ont été retirés du service en 2024, des Irisbus Citelis 18 empruntés à d'autres lignes et donc sans aménagement spécifiques les ont alors remplacés. Depuis début 2025, des autocars Iveco Bus Crossway Line au gaz naturel pour véhicules équipés d'un rack à bagages intérieur sont progressivement déployés ; ils arborent la livrée IDF Mobilités avec des stickers RoissyBus comme seuls éléments distinctifs.

##### Matériel roulant
La ligne RoissyBus est équipée de seize autobus articulés MAN Lion's City GL. Totalement accessibles aux personnes à mobilité réduite, ils mesurent 18,75 mètres de longueur (contre 18 mètres pour les bus articulés traditionnels) et peuvent accueillir 148 voyageurs (dont 55 assis).
Les autobus de la ligne disposent d'un aménagement spécifique intégrant des portes coulissantes, des dossiers dotés de sièges hauts confortables et colorés, des racks à bagages situés au-dessus des places assises, ainsi qu'un éclairage à Led. Ils sont équipés de trois écrans multimédia SIEL, qui diffusent l'information voyageurs en temps réel et de l'information d'agrément en quatre langues : français, anglais, italien et japonais, afin de répondre à la demande de la clientèle touristique qui fréquente cette ligne.
En cas d'indisponibilité d'un Lion's City GL, la ligne exploite la version normale (Lion's City G) de 18 mètres, offrant une meilleure capacité debout, mais une vitesse bridée à 80 km/h.

Depuis la reforme des Man Lion City G des bus du 95 sont utiliser en réserve et également des Citaro GC2 depuis quelques semaines pour les JO

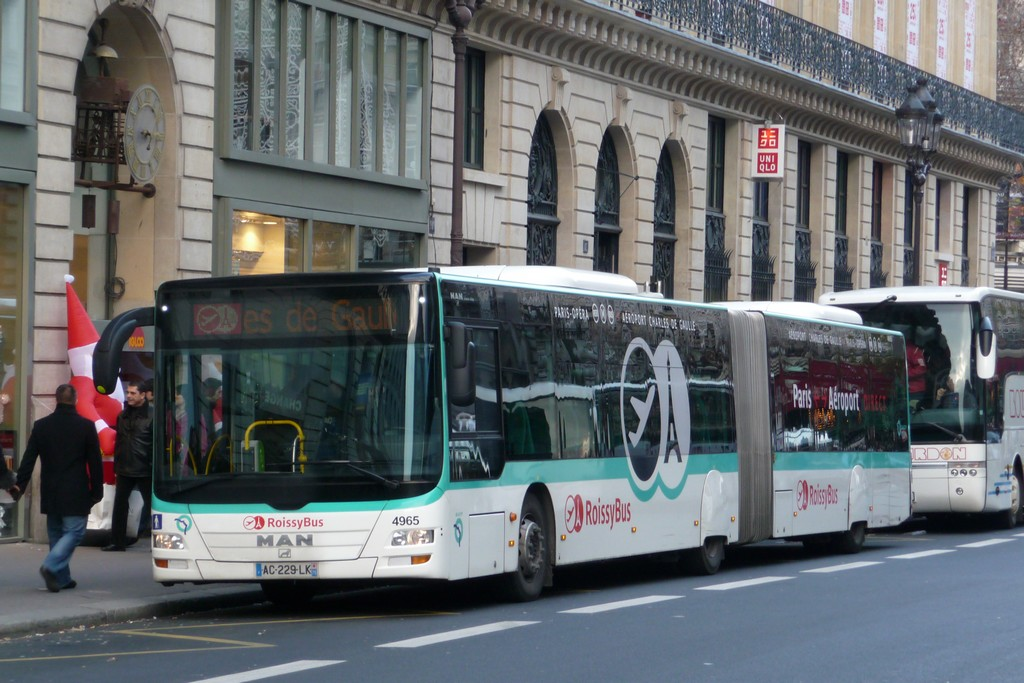
Un autobus MAN Lion's City GL à Paris - Opéra, en décembre 2009.
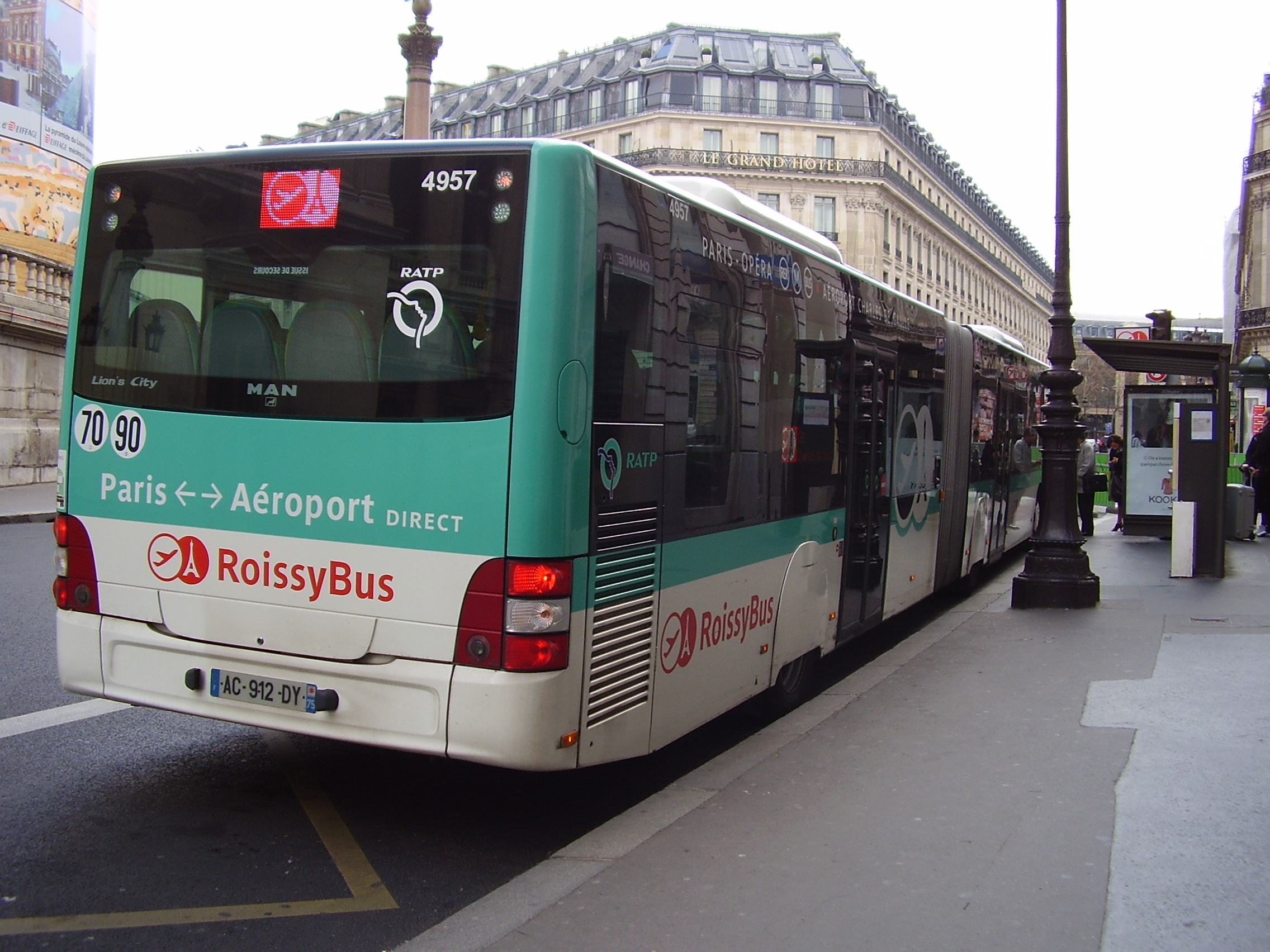
Un autre autobus MAN Lion's City GL toujours à Paris - Opéra, en avril 2010.

### Lignes touristiques

#### Tootbus Paris
Tootbus Paris, nommé jusqu'en 2021 Paris L'OpenTour et souvent abrégé L'OpenTour, est une ligne régulière d'autobus créée le 19 mai 1998, dans Paris, à vocation touristique. Des bus à impériale parcourent différents circuits permettant la desserte, entre autres, de Notre-Dame, Montmartre, la tour Eiffel, les Champs-Élysées et le quartier du Montparnasse. Tootbus Paris est exploité par un groupement associant RATP Dev, filiale du Groupe RATP, et PARISCityVISION,. Environ 700 000 touristes empruntent les lignes L'OpenTour chaque année.
Les véhicules sont accessibles à l'aide d'un Pass valable un ou deux jours consécutifs (à partir de 20 €) à 39 € selon le type de parcours) pour un nombre illimité de montées et de descentes. Ils sillonnent la ville en diffusant, tout au long du circuit, grâce à des écouteurs individuels, des commentaires audibles en dix langues : français, anglais, espagnol, italien, allemand, russe, portugais, tchèque, japonais et chinois mandarin.
Après une longue période d'interruption à cause de la pandémie de Covid-19, l'activité est relancée le 17 juin 2021 sous un nouveau nom et une offre réduite à un seul circuit, Tootbus Paris, Tootbus étant la marque déjà utilisée par RATP Dev sur les offres touristiques que le groupe exploite au Royaume-Uni. En janvier 2022, trois circuits sont proposés, : « Iconic Paris Tour », un circuit adapté aux enfants « Kids Tour » et un circuit nocturne « Paris by Night ». Le service fonctionne tous les jours. Les horaires et les fréquences, qui varient selon les circuits et la période (été ou hiver) sont indiqués sur le site de l'exploitant.
La flotte a été considérablement réduite en 2021, passant d'une quarantaine à 15 véhicules tous du constructeur espagnol UNVI (ru) dont neuf UNVI Urbis eDDOT à propulsion électrique (dont nos 45 à 50) et six UNVI Urbis 2.5 DD CNG fonctionnant au bioGNV (dont nos 52 à 56) ; il n'y a plus aucun bus au Diesel (Ayats Bravo City, UNVI Urbis 2.5 DD),.

Ancien logo de Paris L'OpenTour.
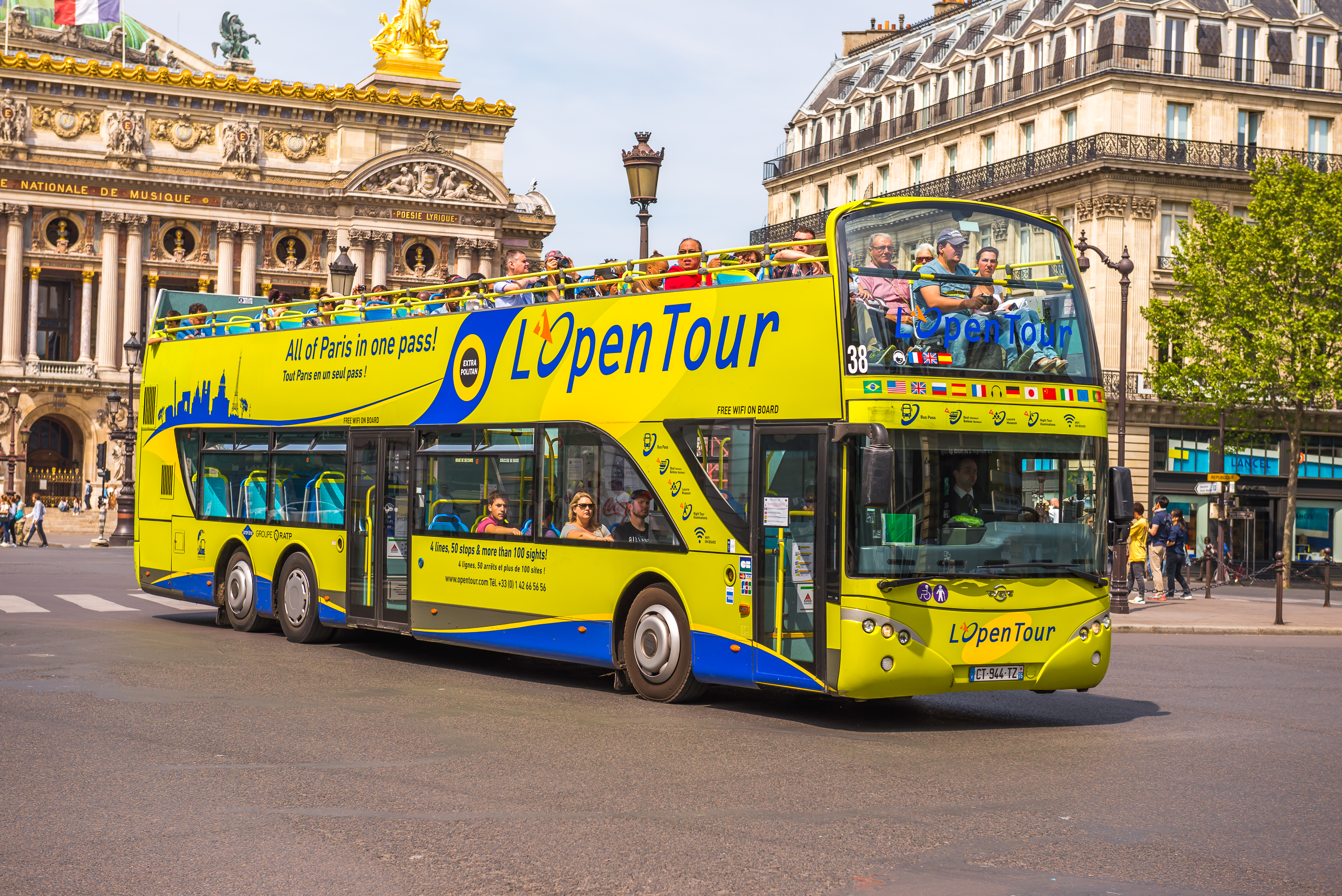
Ayats Bravo (en) City 38 devant l'opéra Garnier sur la place de l'Opéra (9e arrondt).
Logo actuel de TOOTBus Paris.